# Terraja (álbum)
Terraja es el segundo álbum de estudio de la banda uruguaya de rap rock El Peyote Asesino, publicado el 31 de agosto de 1998 por el sello Universal Music Group. A finales de 1995 la banda lanzó su álbum debut homónimo, que logró vender 1000 copias durante los primeros meses de 1996, siendo de esta forma el disco uruguayo más vendido durante ese tiempo. Con el pasar de los años fue generando cierto impacto dentro del movimiento underground montevideano, y fue bien recibido tanto por los medios como por crítica. Después del éxito de su primera obra, El Peyote Asesino viajó a Los Ángeles (California) para grabar su segundo LP después de una presentación de despedida en Zorba; se grabó en Can Am Studios durante los meses de septiembre y diciembre de 1997. Bajo la sugerencia del productor Gustavo Santaolalla, les pidió ir a grabar a Estados Unidos debido a que se les hacía más económico; también tuvieron un estudio de grabación casero en la vivienda del bajista Daniel Benia, donde algunas pistas las lograron masterizar y remezclar por completo.
Terraja combina diversos estilos de la música uruguaya, como el candombe, la milonga o el tango, sobre una base de heavy metal con hip hop; sin embargo, algunas canciones abarcan más por el trip hop, soul, psicodelia e incluso el acid jazz, muy notables en «Cable pelado», «Cama biónica» y «De pedo y de tos». Para algunas canciones incorporaron instrumentos sudamericanos, como el bandoneón —en «Mal de la cabeza» y «De pedo y de tos»— o el bongó —en «UR Gay»—. Otras canciones van por el hardcore y metal alternativo como «Criminal», «Denso», «Perkins» o «Demente». Líricamente, en algunas pistas hablan sobre la cultura estadounidense y la relación de los latinos en el país, como «Perkins» y «UR Gay».
Una vez que salió a la venta, recibió elogios unánimes por parte de la prensa especializada; algunos medios destacaron la musicalidad, las letras y el cambio sonoro en contraste con el álbum registrado anteriormente. A su vez, es considerado como uno de los discos más revolucionarios de la historia de la música uruguaya. Asimismo, con el paso de los años, ha sido nombrado como uno de los mejores álbumes del país y ha figurado en las listas de los mejores discos del rock uruguayo de la historia. Por su parte, también significó un gran avance comercial para la banda ya que, aparte de editarse en Uruguay, se comercializó en Argentina, México, Estados Unidos y Puerto Rico, en comparación a su primer disco que sólo se vendió en Uruguay. Momentos después del lanzamiento de Terraja comenzaron a embarcarse en una gira por México juntos con las bandas Molotov, Delinquent Habits y Control Machete. Fue el disco que le dio al grupo proyección internacional, logrando difusión en diversos países.
Después del lanzamiento de Terraja, más concretamente en mayo de 1999, la banda se disolvió durante determinado momento después de varias discusiones que los miembros tuvieron con el vocalista líder de Peyote Fernando Santullo —conocido por su pseudónimo «L. Mental»—, hasta que en 2009 se reunieron para dos presentaciones los días 21 y 22 de marzo en el Pilsen Rock 2009; más de 50 000 personas asistieron a los recitales. Ya para 2021 lanzaron su tercer álbum de estudio, Serial; esto marcó su retorno musical en veintitrés años después de la salida de Terraja.

## Antecedentes
El Peyote Asesino, banda uruguaya de rap rock formada en 1994, debutó el 28 de agosto de ese año en el pub «El Perro Azul». En diciembre de 1995 lanzaron su primer disco homónimo, que en pocos meses superó las 1000 copias vendidas en Uruguay, convirtiéndose en el álbum de rock nacional más vendido del momento. Carlos Dopico, en su libro Hoy como ayer: Apuntes de colección. Anécdotas de la música uruguaya 1968-2004 señaló que ese disco les dio «éxito inmediato y proyección internacional». En enero de 1996, los lectores de Rock de primera los eligieron como el «Grupo revelación de rock nacional en 1995». Las primeras grabaciones del álbum fueron difíciles, ya que la banda carecía de experiencia. Juan Campodónico, guitarrista de Peyote, afirmó que tuvieron que ensayar «fuerte» y «armarnos de golpe», y a su vez, Carlos Casacuberta, vocalista y guitarrista rítmico, reveló que se volvió músico ya desde su adultez y tuvo que aprender a tocar la guitarra y cantar. El 18 de junio de ese año, el tema «El Peyote Asesino» alcanzó el puesto número 1 en el ranking de X FM y se mantuvo allí durante dos semanas. En agosto se presentaron en Buenos Aires (Argentina), en el Centro Cultural Rojas, junto con la banda de rap metal mexicana Molotov y Tintoreros. Casacuberta afirmó: «Es la primera vez que nos pasa, ya que en Montevideo los espectadores presencian nuestros shows de pie y muchos de ellos haciendo pogo y bailando».
Posterior a la gira para promocionar su primer disco, Alfonso Carbone, fundador del sello discográfico uruguayo Orfeo, compañía que editó el disco debut de la banda, le entregó a Gustavo Santaolalla, productor y músico argentino, un puñado de compactos que la compañía le dio, y dentro incluía un disco de Peyote. Santaolalla descubrió el potencial que la banda poseía; en aquel entonces, él estaba empezando en la producción musical. En un principio tenía planeado remezclar su disco antecesor y hacer un lanzamiento internacional de aquello, pero no se logró; en cambio, se regrabaron tres pistas de su disco debut: «El Peyote Asesino», «L. Mental» y «La concha» respectivamente. Por aquella época, principalmente en Uruguay, Santaolalla era muy poco conocido; Fernando Santullo —apodado por su alias «L. Mental»—, vocalista de la banda, dijo que lo conoció por los trabajos que hacía con Café Tacvba, Maldita Vecindad y Divididos, en aquel momento estaba en México poco antes de formar el grupo, «el era el productor, venía con todas esas cosas y dijimos: “Bueno, sabe chapar bandas con sonidos distintos y a la vez más alternativos”. Toda esa escena en México era popular pero marginal». Ya para 1997, firmaron un contrato discográfico con Universal Music Group para su próximo álbum.

## Desarrollo

### Grabación y estilo musical
| Santaolalla para nosotros es una referencia. Está produciendo cosas que están ahora. Creo que es uno de los productores más importantes del rock latino. Con Divididos y Café Tacvba ves que el tipo maneja un espectro bastante amplio. No suenan como los discos solistas de él que tienen charangos y cosas así.—Fernando Santullo sobre Gustavo Santaolalla. |

Terraja se grabó desde septiembre hasta diciembre de 1997 en Can Am Studios, ubicado en el barrio de Tarzana (Los Ángeles), después de meses de preproducción en Villa Española (Montevideo) y un concierto de despedida en Zorba.  En un principio, antes de su estadía de Los Ángeles, armaron un estudio casero por su cuenta en la casa del bajista de la banda Daniel Benia; durante una entrevista él explicó: «Construimos el estudio con nuestras propias manos, cortamos madera, pero eso fue por nuestra cuenta; creo que lo hubiéramos hecho de todas maneras porque la idea de montar un home studio y poder experimentar lo que nos cantara a la hora que nos cantara era algo que ya estaba hablado». Santaolalla estuvo involucrado en la producción del disco, y le sugirió a Peyote de grabar en los Estados Unidos ya que les resultaba más económico. Santullo argumentó que la experiencia de grabar era diferente en Estados Unidos que en su país natal: «Cuando grabamos el otro disco teníamos que ver cuándo mierda estaba libre el estudio y ahí nos metíamos. Era una cosa súper irregular. Acá estuvimos seis, siete días grabando las bases. Todas esas cosas benefician al producto. Vos escuchás el disco de los Deftones y ellos no pidieron cuarenta horas prestadas en un estudio». Para la revista Brecha, revelaron que el tiempo diario de estudio eran de aproximadamente doce horas. Algunas pistas fueron grabadas en el estudio casero de Villa Española, donde lograron ser masterizadas y remezcladas por completo, como «Cama biónica». Después del lanzamiento del disco, Santullo reveló más detalles sobre su experiencia, afirmó que «fue una cosa totalmente increíble, ya que la cosa en EE. UU. es totalmente distinta a grabar acá [Uruguay] o en Argentina, técnicamente y por nosotros mismos ¿no? Además la producción de Santaolalla le dio todo un profesionalismo que no tuvo el primero y que obviamente se nota mucho en el producto final». Juan Campodónico elogió a Santaolalla como productor musical cuando afirmó: «Es un tipo que tiene una gran calidad y para nosotros fue, primero, una excelente experiencia grabar con productor, y segundo, un placer laburar con el tipo, que es un animal»; y Santullo lo consideró uno de los productores más importantes del rock latino. Las bases de la guitarra, bajo, batería y voz se grabaron por separado; Campodónico lo recordó como si fuera el estilo de un collage, debido a que cada miembro de la banda grababa sus partes por separado en distintos días. Benia utilizó tres pedales para la grabación de bajo: un Giannini Envelope Follower, un Tube Works 901 Real Tube y un DOD Digital Delay/Sampler DFX91. Terraja mezcla algunos estilos de rock, como el heavy metal y el funk, sobre una base de hip hop como su disco anterior. También aparecen muchas referencias a la música uruguaya, con toques de milonga, tango y candombe en algunas canciones como «De pedo y de tos», «UR Gay» o «Mal de la cabeza», que están presentes varios instrumentos sudamericanos como el bongó o bandoneón respectivamente. Temas como «Cable pelado», «Cama biónica» o «De pedo y de tos» van más por el trip hop, soul, psicodelia y acid jazz. Casacuberta comentó al respecto: «Hay una forma de hacer música que está pensada para que se observe como uruguaya»; «Hay gente que se plantea crear una identidad nacional; nosotros estamos en otro contexto y todo eso nos parece irrelevante». Debido a la experimentación de la banda de diversos estilos musicales que están presentes en el álbum, los editores del sitio web Rock Para La Difusión Total los apodaron como «La máquina de picar carne», ya que «integra elementos de todos lados. Esta mezcla también tiene que ver con juntar distintas personas, con gustos e historias diferentes todos en un grupo». Otro aspecto que destaca de la obra es el uso del spanglish en algunas canciones, como en su disco antecesor; en octubre de 1998, para la revista Rolling Stone Argentina, Gabriel Peveroni comentó que: «los giros mexicanos y rioplatenses, sumados a un efectivo spanglish, hacen que las canciones de Peyote parezcan un viaje sin fronteras». Campodónico dijo al respecto: «Yo viví en un tiempo en la Argentina y ocho años en México. Algo parecido le pasó a Carlos [Casacuberta] y también a “L. Mental”. Y eso te influye incluso antes de que te pongas a hacer nada; el caso nuestro es así: hubo una dictadura y tuvimos que viajar cuando éramos muy chicos. Todo eso se refleja en el Peyote ya desde el nombre. Por eso nosotros no somos un grupo claramente uruguayo». En algunas canciones se usaron samples, por ejemplo en la introducción de «UR Gay», según palabras de Santullo:

Eso lo he escuchado muchas veces y no me parece del todo exacto. Es como un collage que lo podés ver de dos formas: o este tipo no sabe hacer nada, agarró pedacitos y las pegó y, por lo tanto, no hay nada original; o podés ver en el resultado final toda una intención que no tuvo ninguno de los artistas originales de los que se sacaron los pedacitos.
Fernando Santullo

### Pistas

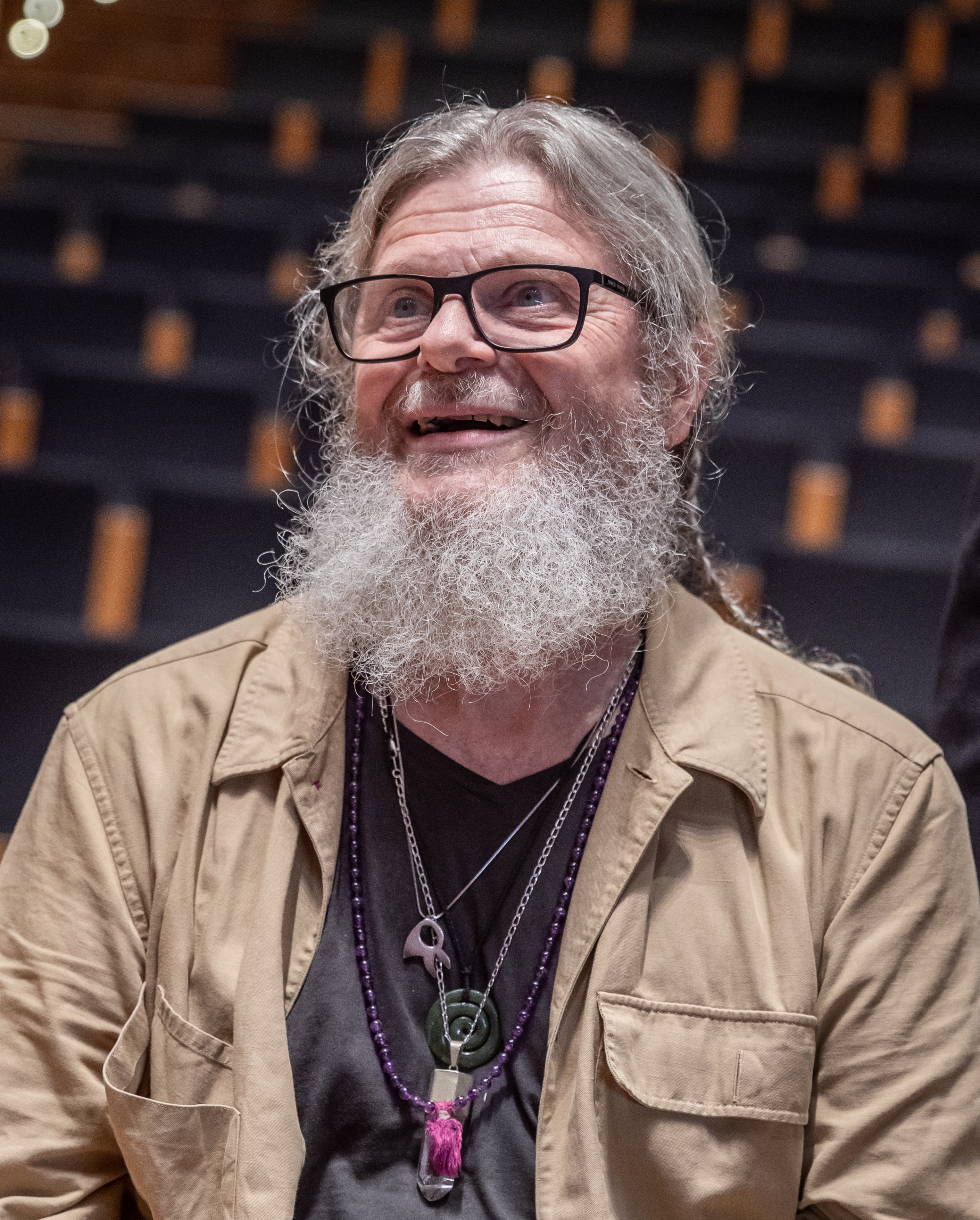
Gustavo Santaolalla (fotografiado en 2022) fungió como productor para Terraja.

Terraja posee catorce pistas en total, tres de la cuales son de su disco debut homónimo. Las guitarras de varias canciones del disco están en tonalidad de drop-D —es decir, desde la primera hasta la quinta cuerda están en tonalidad normal, excepto la sexta que está en re—, muy notables en pistas como «Criminal», «Denso», «Perkins» o «Demente». Cuando les preguntaron sobre como eran las letras del nuevo disco, Campodónico dijo: «Bueno, más o menos en la onda del Peyote Asesino, siguiendo quizás la línea de lo que son las letras del hip hop normales». En algunas canciones hay referencias a la cultura sudamericana y estadounidense: en «Denso» se nombra al compositor argentino Juan D'Arienzo y los futbolistas Roger Milla y René Higuita; en «L. Mental» al actor Bruce Willis y la película Die Hard (1988) en la que actuó; o en «Mal de la cabeza» al físico británico Stephen Hawking, los personajes ficticios de la serie televisiva Miami Vice Sonny Crocket y el de dibujos animados Charlie Brown de la tira cómica Peanuts (1950). El tema de apertura es «Criminal»; dura aproximadamente cuatro minutos con veinticinco segundos, está compuesta en la tonalidad de re mayor, y tiene un tempo de 112 pulsaciones por minuto. «Guacho» es un diss track a la pista «Inspector Clouseau Theme (I - Life In Hell)» del grupo de hip hop uruguayo Plátano Macho perteneciente de su segundo y último álbum de estudio The Perro Convention (1998).  Plátano Macho había respondido al verso de la canción «L. Mental» «Como te gusta Sumo la hago corta/Y aunque no te importa resumo/Ya no tragás el humo ¿qué hacés?», en «Inspector Clouseau Theme (I - Life In Hell)» con «I don’t like Sumo pero me gusta el humo/Que sale de mi pecho hijo de puta cuando fumo». Santullo dijo cómo surgió esta respuesta: «Agarraron la letra del Peyote y le dieron vuelta el sentido y el orden. Entonces dije: “Ah, acá hay una batalla de raperos malos”». Peyote respondió en «Guacho»: «Aquí llegan esos pinches gachos/They’re all from the Plátano Macho/Parecen gabachos, güeros, mamones/Con cara de culeros/Con un solo chumbo los tumbo/Y los mando al agujero». Después de la separación de Plátano Macho y ver que no había ninguna canción en respuesta a «Guacho», Santullo comentó en forma de broma: «Creo que algunos quedaron ofendidos». Casacuberta dijo que la canción  «es un gangsta de barrio montevideano. Es imposible traducir el gangsta porque acá no te van a cagar a balazos. Puede existir en una zona marginal como El Borro, pero no es lo que pasa en tu barrio, como puede ser en Los Ángeles».
«Mal de la cabeza» es la canción más popular de Terraja, descrita como «tanguero» por la Rolling Stone Argentina; y sobre la letra hubo ciertas discusiones y diferencias con respecto al verso «Como si fuera un viejo pederasta», que originalmente la iba a cantar Casacuberta, pero después de varios debates terminó siendo cantada por Santullo.  Él mismo comentó para el libro No me vengas con historias: una colección de canciones uruguayas: «Hay letras del Peyote que costaron debate interno. Hubo que conversarlas. Carlitos [Casacuberta] con lo del “viejo pederasta” estaba bastante incómodo, sobre todo porque esa parte la cantaba él». Campodónico recordó:

En «Mal de la cabeza» estábamos estancados, lo teníamos todo separado por cachitos. Y cuando los escuchó Santaolalla dijo: «está buenísimo, junten todos los pedazos». Ese es un tema muy representativo de la banda, con esa cosa tanguera que tiene un poco de hip hop y de hardcore. Después de todo el proceso, no se nota que es un pedacito de cada cosa. Y es bastante conflictivo hacer eso; mucho más fácil es decir: «soy Sabina, traje esto, toquen para mi». En el Peyote todos somos víctimas de todos. Somos muy despiadados.
Juan Campodónico

Algunos versos del tema surgieron de unos comentarios que un amigo de Santullo le dijo mientras iba de visita a su casa, quien quería irse en autobús y Santullo le dijo que se quedara, como «Yo sé que vos preferís el aliento/De un guarda, de bondi grasiento, o de mierda». Cuando le preguntaron a Santullo sobre si tenía en mente que la canción iba a ser un hit, dijo: «Cuando hicimos Terraja, no fue de las canciones que tenía en mente como la que iba a ser más conocida. Resulta que me equivoqué (risas)».
El séptimo track, «Perkins», hace una fuerte referencia a la cultura yanqui y sobre la relación de los latinos en el país. Para Rockin' las Américas: The Global Politics of Rock in Latin/o America los revisores indicaron que «esta referencia recurrente a los latinos en los EE. UU. la hace Peyote Asesino a través de desplazamientos lingüísticos que ubican y dislocan ambiguamente al sujeto y su objeto en las fallas entre el locus de enunciación y epistemológico». «UR Gay» va más allá por lo político y también en lo social: «La amalgama ambivalente de antipolítica sombría y repolitización frívola, de mediación de masas antiglobal y relatinoamericanización posnacionalista, alcanza su clímax en “UR Gay” de El Peyote Asesino, un intrincado comentario sobre las identidades nacionales y de género, neojerárquicas imperiales y desprecios globales inspirados en un episodio de Los Simpson». Una de las canciones regrabadas de su primer disco en Terraja, «La concha», y «Psicoterapeuta», fueron descritos como de «candombe-funk». La última canción, «Demente», Santullo la describió como una de estilo hardcore y la ha comparado con el trabajo de Bad Religion; la coescribió junto a su exesposa.

## Título y embalaje

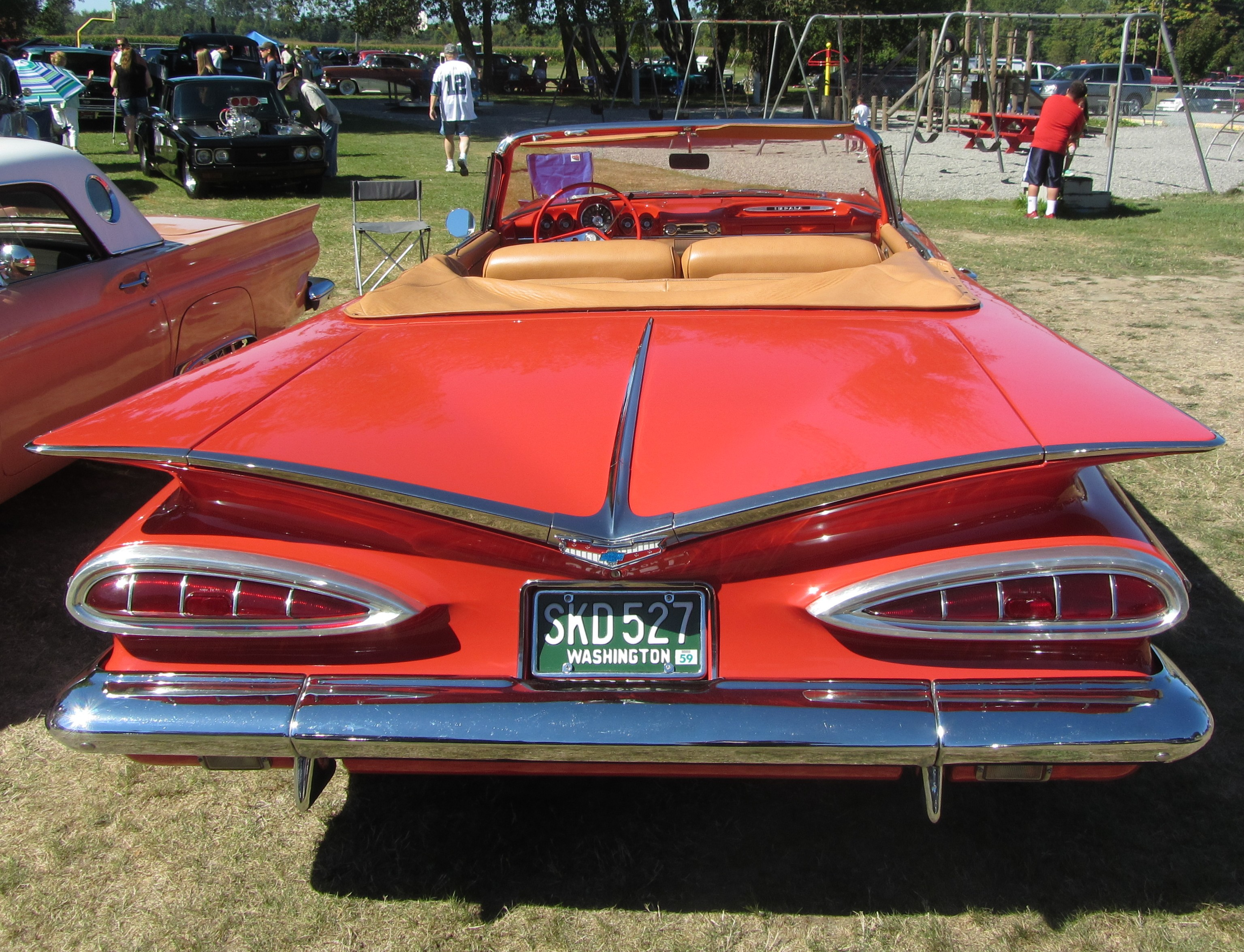
Parte trasera de un Chevrolet Impala 1959 de segunda generación, similar al de la portada de Terraja

El título del álbum hace referencia a un término despectivo que se dice en Uruguay, para describir cosas de «baja calidad» o a una persona de «poca condición social» y «mal vestida». Según palabras de Carlos Casacuberta:

Si, creemos que es un buen título. «Terraja» es todo aquello que alguien considera de mala calidad. Para alguien que hace una cosa,  otro que hace una totalmente distinta es un «terraja», y bueno, es una posición como totalmente soberbia, ¿no? ¿quién sos vos para decir qué es bueno y qué es de mala calidad? ¿qué cosa es «terraja» y cuál no? Para uno decir eso tiene que ponerse en un pedestal y desde ahí juzgar todo, con un punto de vista que dista mucho de ser objetivo. Es algo para pensar.
Carlos Casacuberta

Este término también puede relacionarse con los propios miembros de la banda, que se autoperciben a sí mismos como tal; según José Canedo, baterista de Peyote: «En este disco hay una cantidad de músicas que fueron o son consideradas terrajas, es una forma de homenajearlas, más allá del nombre del disco; además nosotros somos unos terrajas... [risas]». En cuanto a Santullo, comentó: «Hay mil cosas que fueron consideradas terrajas en un tiempo y hoy ya no lo son. El rock fue terraja, la salsa, y hasta el rap en una época fue súper terraja. Hoy vas a un boliche concheto y te pasan la cumbia más groncha de Buenos Aires, ¿y eso es terraja? Yo creo que hay que ser un poco más humilde, y valorar todo lo que sea hecho con ganas». Para Brecha, cuando le preguntaron si querían reivindicar palabras como «guacho» o «terraja», Casacuberta respondió: «Si yo no supiera qué es la expresión mexicana “hijo de la chingada” me gustaría saberlo. Espero que pase lo mismo en México. Si alguien allá escucha “guacho”, que se pregunte qué querrá decir». Originalmente se realizaron dos ediciones en disco compacto y casete con dos portadas diferentes: en una se puede apreciar la parte trasera de un Chevrolet Impala 1959 de segunda generación, y en la otra una imagen desenfocada a contraluz con un filtro verde de un hombre y una mujer en una playa. En la edición estadounidense en la parte inferior derecha se muestra la etiqueta «Parental Advisory», indica que el disco tiene contenido explícito. En las notas interiores se puede ver un collage de los miembros de la banda, e imágenes de peces y la de un lavabo ensangrentado; las fotos fueron tomadas por Matilde Campodónico, Marcelo Casacuberta, Luis Alonso y Gabriel García. El isotipo de la banda fue diseñado por Eduardo Ceceña, está formado por pequeños dibujos de la forma del país Uruguay que nombran la palabra «Peyote Asesino».

## Lanzamiento y promoción
Terraja salió a la venta el 31 de agosto de 1998 por el sello Universal Music Group. A diferencia de su álbum antecesor que vendió 1000 copias, para Terraja esa cifra aumentaba a 11 000 copias que se empezaron a comercializar en países como Argentina, México, Chile, Puerto Rico y Estados Unidos. Para promocionar el disco se empezaron a difundir por MTV Latino los vídeos musicales de «Mal de la cabeza» y «Cable pelado», que rápidamente tuvieron difusión tanto en la televisión como en la radio. Con respecto a esto ya mencionado Santullo dijo: «Lo de la rotación en MTV era algo emocionante pero lejano, al menos para mi. Es decir, todo bien con los vídeos, que por cierto estaban súper buenos y me siguen gustando, pero por otro lado mi vida no era afectada por esos vídeos. Ni siquiera tenía cable (ni tengo) así que no veía MTV». El video musical de «Mal de la cabeza» fue nominado a Mejor Video Alternativo por la propia cadena televisiva, y, a su vez, lo posicionó en el puesto 31 de su lista de «Los Mejores 100 Videos de 1998».

### Gira de conciertos
Durante la promoción de Terraja, el grupo llevó a cabo una intensa agenda de presentaciones en Uruguay, Argentina y Chile, realizando aproximadamente treinta espectáculos que reunieron a más de 35 000 asistentes. Presentaron el álbum en La Factoría y tocaron casi todos los fines de semana en el pub Laskina. Posteriormente al lanzamiento de Terraja, El Peyote Asesino se embarcó en una gira por México en donde tocaron con bandas como Delinquent Habits y Control Machete. Santullo contó que «no fue fácil» realizar la gira, y cómo ha sido la experiencia de presentarse en esos territorios:

Esa gente es de una tradición rapera muy ortodoxa. A nosotros no nos conocía nadie, les pelamos una guitarra y eso para ellos es mojarles la oreja. Además tenés que aclarar que no sos argentino. Porque ahí pasa algo muy raro con los argentinos. Por un lado adoran a Soda Stereo y a los futbolistas que van a jugar allá. Pero también hay una cosa de competencia, entonces te ven medio rubio y te dicen «pinche argentino, racista». A partir de ahí empezamos a aclarar: «somos Peyote Asesino, una banda uruguaya».
Fernando Santullo

Para Rise! comentó sobre las diferencias y similitudes de las escenas hip hop en España, México y su natal Uruguay; dijo que habían «muchas diferencias» que ni él podía involucrarse porque «tardaría dos horas», «lo que si creo, a nivel de similitudes, es que Uruguay se ha puesto al nivel de México y España a nivel del profesionalismo con que se trabaja: los plomos, los técnicos, todos, es gente súper pro que no existía hace diez años. En eso si que ha cambiado Uruguay». El viernes 24 de abril de 1998 se presentaron en Zorba, donde la banda Killer Morlock actuó como artista invitado. Ya para octubre de 1998 estuvieron en Argentina con Cypress Hill, Molotov, Bersuit Vergarabat y Árbol, y en ese mes tocarían en el Teatro de Verano de Montevideo junto con Molotov y Plátano Macho. En mayo de 1999, hicieron sus últimas presentaciones para promocionar Terraja en Chile, poco antes de su separación. Para Vivo Montevideo, Santullo dijo sobre qué hubiese sido el siguiente paso luego de haber tocado con esos grupos: «Es difícil saberlo, por un lado las dificultades que hicieron que nos separemos (no había managers, no había nadie que pareciera tener claro cómo seguirla) estaban ahí. Por otro lado, Peyote era una banda que en su momento tampoco tuvo la popularidad que hoy tienen La Vela o NTVG». Consideró a su propia banda como «más rara», que tenía potencial de interesar al público a pesar de que no cree «que pudiera ser algo tan masivo».

## Recepción y legado

### Críticas contemporáneas
En el momento de su lanzamiento, Terraja recibió elogios unánimes tanto por crítica como por la prensa, y se considera como uno de los discos de rock más revolucionarios de la historia de Uruguay. A su vez, figura en la lista de Los 50 mejores discos de la historia de la música uruguaya en El País ubicándose en la casilla 20. En la revisión realizada por el periódico uruguayo dice: «Tras el impacto de su disco debut, El Peyote se fue a Los Ángeles a grabar, con toda la expectativa y la ambición posible, un disco que sería el último de su historia. Terraja, hecho en las condiciones que ningún disco uruguayo hasta entonces, ahondó en la densidad musical y elevó la vara con esas rimas atiborradas de cultura pop, provocación y uruguayez. Produjo Gustavo Santaolalla, los bajos y las guitarras están buenísimos, y el tiempo le dio al álbum un merecido estatus de clásico». Lacarne Magazine ubicó a Terraja en la lista de 10 discos fundamentales del rock uruguayo de la década del ‘80 y ‘90, Martin Arizaga en su reseña indica: «Es un disco que va desde el hip hop, funk y rap metal, mezclado con letras con referencias a la cultura uruguaya, logrando como resultado un trabajo muy interesante». Iván Krisman, bajista de La Hermana Menor, expresó su admiración a la canción «Cable pelado», describiendo las letras como «las más acabadas de todas. Define la línea cursiva de Peyote Asesino». Diego Varela Calzada de La Red de la 30 elogió el álbum, lo describió que «viene del futuro», «lo único que tiene de los ‘90 es la fecha de impresión» y «no tenía nada que ver» con los otros discos uruguayos lanzados en esa época. Durante su reseña al disco alabó la pista «Denso»: la llamó «un temazo» y expresó «el rapeo poderoso» que la canción posee. Andrés Torrón para su libro 111 discos uruguayos indicó que «éste álbum los llevó a convertirse en una banda reconocida del ascendente rock latino», comparó la canción «Criminal» con el trabajo de Faith No More, mientras que «Cable pelado» lo consideró «al estilo Fernando Cabrera». También volvió a afirmar que:   

Es un disco que maneja muchísima información. En lo letrístico, la banda usa los recursos del hip hop de crear textos muy complejos basados en la rima y los juegos de palabras y con significado aparentemente inconexo pero que tienen, además de lógica interna, un sentido global.
Andrés Torrón para su libro 111 discos uruguayos

Concluye diciendo que «[el álbum] sigue mostrando el talento de un grupo que tuvo un camino tan corto como influyente en la música uruguaya». Para la revista Rock&Pop el revisor Juan Pablo González afirmó que «las canciones del disco están bien articuladas, poseen planos sonoros claramente diferenciados, contrastes nítidos y transitan con fluidez entre distintos climas expresivos. Sus textos son sólidos digan algo o no, lo importante es que resuenan, cautivan e involucran al auditor, transmitiendo una actitud. Están cantados y rapeados por voces seguras, firmemente asentadas en el cuerpo». Hortensia Campanella del libro Rock uruguayo: 20 bandas orientales del siglo XX consideró Terraja «una obra formidable, un clásico a nivel continental con una calidad de sonido que no se ha superado desde la última década». Los propios miembros de la banda comentaron al respecto sobre el LP: Casacuberta dijo que era un disco «tan querido, del cual se tanto y puedo identificar tantas cosas, propias y de otros. Sin duda rescataría ese disco. Es un disco muy especial». Santullo lo describió como «muy pesado» y «con mucha información que para mí fue todo un proceso de aprendizaje, me encanta, y de vez en cuando lo escucho». La canción «UR Gay» apareció en el álbum recopilatorio de rock latino Spanglish 101, editado por el sello Kool Arrow. En 2007, el deejay Ariel Perazzoli realizó un remix de la canción «Mal de la cabeza».

### Consecuencias y eventos posteriores
En mayo de 1999 la banda se disolvió «cuando parecían alcanzar la cima», después de experimentar varias discrepancias que tuvieron los miembros con Fernando Santullo, y porque no les atraía el hecho de tocar juntos. Se especularon rumores que si un cruce entre Santullo y Casacuberta o el nacimiento de la hija del primero en esos tiempos, pudieron haber sido factores de la disolución del grupo, pero Fernando develó en un mensaje de correo electrónico en octubre de 1999 que dichas teorías no eran reales. Según sus palabras después de escribir el mensaje:

Yo, en esa carta, lo que hacía era contar la información que yo tenía sobre qué era lo que estaba ocurriendo. No había podido comunicarme con ninguno de los miembros de la banda. Yo en un momento me enteré que el grupo seguía ensayando y en ningún momento nadie me dijo: «che, estamos ensayando», y eso me cayó súper mal.
Fernando Santullo

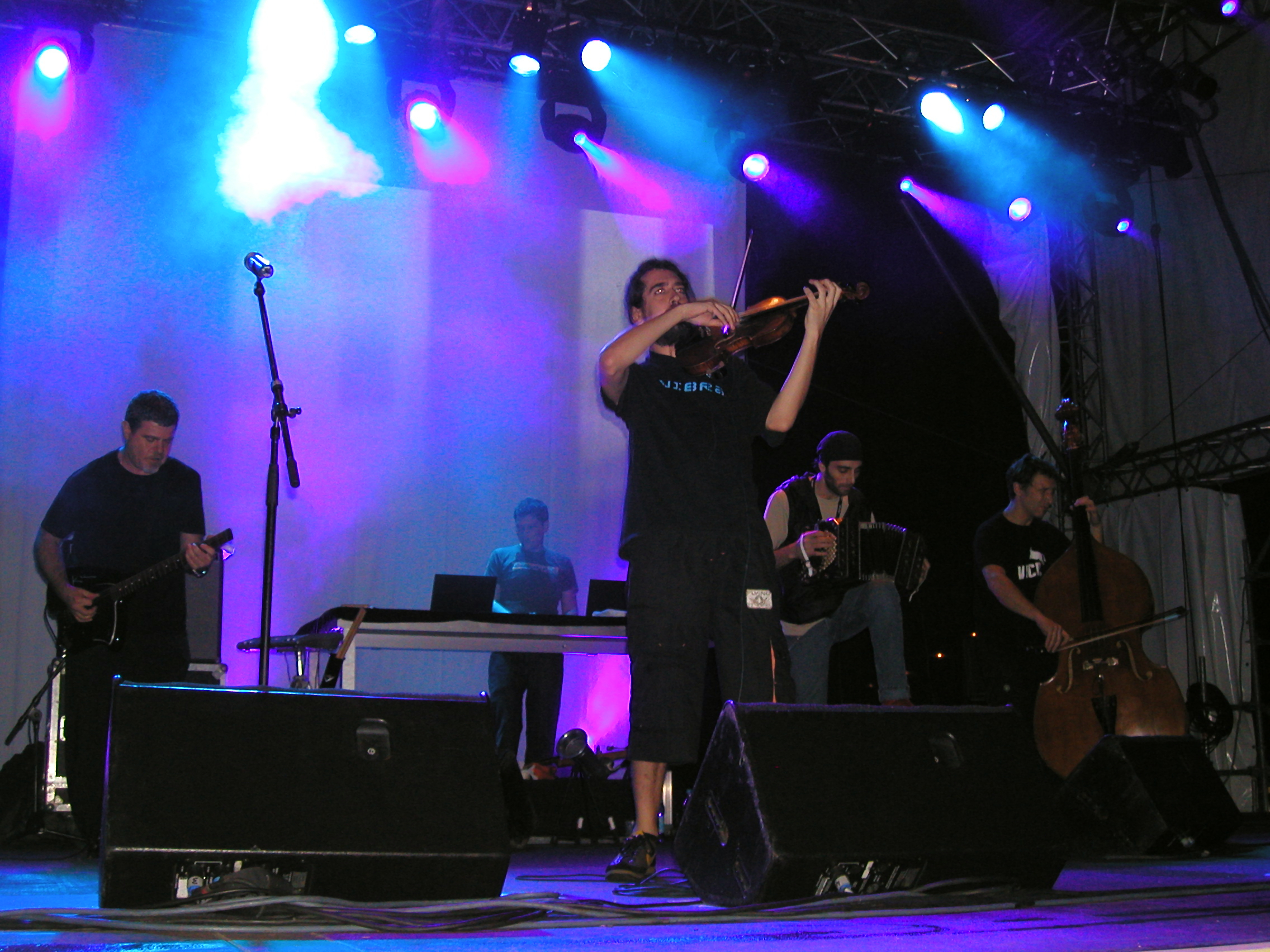
Después de la disolución de Peyote Asesino, Santullo comenzó a realizar proyectos musicales en solitario. Se integró, junto con Campodónico en guitarra, a la banda de tango electrónico Bajofondo (fotografiados en 2006), liderada por Gustavo Santaolalla (en el fondo a la izquierda).

Más allá de esta declaración, remarcó que «no hubo peleas, hubo desgaste». Luego de la separación de El Peyote Asesino, fundó Kato, un nuevo proyecto musical que debutó en 2000, llegó a integrarse en la banda de tango electrónico Bajofondo —liderada por su productor Santaolalla— junto con Campodónico en guitarra, además de hacer otras colaboraciones como solista bajo el nombre de Santullo. Por otro lado, el baterista José Canedo se integró en la banda de rock uruguaya La Vela Puerca, después de la disolución de Peyote. Casacuberta, por su parte, durante una entrevista en Desayunos informales el 21 de febrero de 2024, argumentó que otra razón de la disolución de Peyote fue «la presión de triunfar» en la música, debido a que lo consideraba «maravilloso» pero también «estresante»; Campodónico develó que les iba «demasiado bien» y que «había mucha expectativa», pero lo describió como «traumático» siguiendo la postura de Casacuberta. Varo Col, de la página de música uruguaya Sólo Rock Uruguay, al hacer su crítica al documental de Netflix Rompan Todo —consideró que «deja muchísimo que desear»—, hizo hincapié en la separación de la banda al comentar: «Recuerdo cuando fue la separación del Peyote Asesino. Ya Gustavo [Santaolalla] andaba en la vuelta olfateando la banda, pero en mi opinión, y se los pregunté a alguno de ellos en algún momento en la radio, si el que los había separado o el que había metido la cuchara no era esta persona, y digamos que la respuesta fue no». Para El País en 2021, Juan dijo: «Peyote fue el primer proyecto artístico del que fui parte, la respuesta fue muy buena y eso generó una ansiedad de: “me voy a dedicar a esto en la vida”. Yo tenía 24, 25 años cuando eso pasó, y esa ansiedad llevó a que Peyote se quemara pronto».  Santullo recuerda cómo antes avanzaban sin conocer su paradigma, sin consolidarse del todo antes de proseguir. Afirma que los ensayos se atrasaban porque las noches anteriores personas asistían a sus conciertos, lo que reivindicaba la interconexión de los músicos dentro de la escena musical uruguaya. A pesar del tiempo transcurrido, la banda siguió intacta y su afán de tocar no se perdió hasta el momento. Según él, Peyote siempre ha sido una «banda agitada», pero a fin de cuentas era la música la que triunfa. También destaca la «memoria musical» del grupo y el hecho de que aún disfrutan interpretando sus canciones, a pesar de los años y de la separación. Para ellos, cada canción sigue teniendo algo novedoso, lo que mantiene vivo el entusiasmo por tocar juntos.
Diez años después de la separación, se reunieron para presentarse en el Pilsen Rock 2009 los días 21 y 22 de marzo. Se estimó que aproximadamente 50 000 personas estuvieron presentes en ambas presentaciones. Con el paso de los años, y como consecuencia de su disolución, todas las copias tanto de su primer disco como de Terraja quedaron descatalogadas de las disquerías uruguayas, y su segundo disco es considerado como un artículo «difícil de conseguir». Ya para 2021 la banda lanzó su tercer álbum de estudio en veintitrés años, Serial (2021); esto marcaría su retorno después de Terraja. Dicho trabajo recibió críticas positivas por parte de reseñadores, lo consideraron como «un buen retorno» para ser de una banda que llevaba inactiva desde veinte años.
Para celebrar el vigésimo aniversario de Terraja, la banda lo publicó en la plataforma de streaming Spotify, además de que estaban gestionando lanzar una edición en vinilo, que desde mucho tiempo tenían pendiente. Mientras rescataban el material para reeditar Terraja en vinilo lograron encontrar material que no salió a la luz como demos, que según ellos «no se sabe por qué razón decidimos dejar fuera del álbum». Revelaron que una canción, titulada «Lo que querés», se iba a agregar en Terraja, pero por temas de producción lo descartaron; Campodónico expresó su admiración a la pista cuando dijo: «Es una canción maravillosa, lo escuché docena de veces. No puedo creer que lo dejamos fuera del disco».

## Lista de canciones
Todas las canciones escritas por El Peyote Asesino excepto donde se indique.

| N.º   | Título              | Escritor(es)                            | Duración |  |
| 1.    | «Criminal»          |                                         | 4:24     |  |
| 2.    | «Guacho»            |                                         | 4:05     |  |
| 3.    | «Mal de la cabeza»  | J. L. Cobo A. Latorre El Peyote Asesino | 4:19     |  |
| 4.    | «El Peyote Asesino» |                                         | 5:17     |  |
| 5.    | «Denso»             |                                         | 3:43     |  |
| 6.    | «Cable pelado»      |                                         | 4:48     |  |
| 7.    | «Perkins»           |                                         | 4:15     |  |
| 8.    | «UR Gay»            |                                         | 5:10     |  |
| 9.    | «L. Mental»         |                                         | 3:09     |  |
| 10.   | «Cama biónica»      | J. L. Cobo El Peyote Asesino            | 4:27     |  |
| 11.   | «Psicoterapeuta»    |                                         | 3:27     |  |
| 12.   | «La concha»         |                                         | 1:28     |  |
| 13.   | «De pedo y de tos»  |                                         | 5:15     |  |
| 14.   | «Demente»           | A. Latorre El Peyote Asesino            | 3:49     |  |
| 57:46 |                     |                                         |          |  |

Notas
1. 1 2 3  Pista regrabada de El Peyote Asesino (1995).

## Créditos
| El Peyote Asesino - Fernando Santullo – voz - Carlos Casacuberta – voz, guitarra - Juan Campodónico – guitarra, samples (pistas 8 y 10), loops (pistas 9 y 10) - Daniel Benia – bajo, efectos - José Canedo – batería, percusión, coros, bongó (pista 8) Músicos adicionales - Aníbal Kerpel – órgano hammond (pistas 2, 3, 6, 11 y 13), vibráfono (pista 11), sintetizador (pistas 3, 10 y 11), melódica (pista 13) - Gustavo Santaolalla – percusión, guitarra, coros - Néstor Vaz – bandoneón (pistas 3, 4 [outro] y 13) - Andrés Arnicho – teclados (pista 13) - Don Markese – flauta (pista 13) - Juan José Rodríguez – violín y viola (pista 13) - Fernando Rodríguez – violonchelo (pista 13) | - Gustavo Santaolalla – producción - Aníbal Kerpel – productor asociado - Tony Peluso – ingeniero de grabación - Travis Smith – asistente de sonido - Luis Alonso, Matilde Campodónico, Marcelo Casacuberta, Gabriel García – fotos - Eduardo Ceceña - isotipo Peyote |

Fuente: Notas interiores de Terraja